# Ischnura haritonovi
Ischnura haritonovi là một loài chuồn chuồn kim trong họ Coenagrionidae.
Ischnura haritonovi được miêu tả khoa học năm 1997 bởi Dumont.